# الجبجبة (إب)

تعديل مصدري - تعديل

الجبجبة هي إحدى قرى عزلة شعب يافع بمديرية إب التابعة لمحافظة إب، بلغ تعداد سكانها 364 نسمة حسب تعداد اليمن لعام 2004.